# جيمس س. هيومز
جيمس س. هيومز (بالإنجليزية: James C. Humes)‏ هو كاتب خطابات أمريكي، ولد في 31 أكتوبر 1934 في ويليامسبورت في الولايات المتحدة.

## وصلات خارجية
- جيمس س. هيومز على موقع إن إن دي بي (الإنجليزية)